# Генри Иннс-Кер, 8-й герцог Роксбург
Генри Джон Иннс-Кер, 8-й герцог Роксбург (англ. Henry Innes-Ker, 8th Duke of Roxburghe; 24 июля 1876 — 29 сентября 1932) — шотландский аристократ, пэр, военный и придворный.

## Ранняя жизнь

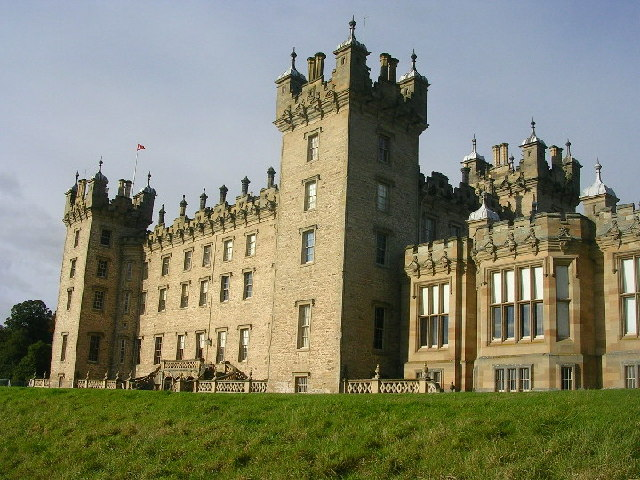
Замок Флорс

Генри Джон Иннс-Кер родился 24 июля 1876 года. Он был старшим сыном Джеймса Генри Роберта Иннс-Кера, 7-го герцога Роксбурга (1839—1892), и леди Энн Эмили Спенсер-Черчилль (1854—1923), четвёртой дочери Джона Спенсера-Черчилля, 7-го герцога Мальборо, который в правительстве консерваторов занимал посты лорда-президента Совета и лорда-лейтенанта Ирландии, и его жены, леди Энн Фрэнсис Вейн, дочери 3-го маркиза Лондондерри. Его двоюродным братом был Уинстон Черчилль, премьер-министр Великобритании. Его младший брат, лорд Роберт Эдвард Иннс-Кер (1885—1958) женился на актрисе Хосе Коллинз.
Он учился в Итонском колледже и Королевском военном колледже в Сандхёрсте.

## Пэрство
23 октября 1892 года, после смерти своего отца, он унаследовал титулы 8-го герцога Роксбурга, 8-го маркиза Боумонта и Кессфорда, 12-го графа Роксбурга, 8-го графа Келсо, 3-го графа Иннса, 8-го виконта Броксмута, 9-го баронета Иннса, 12-го лорда Роксбурга и 8-го лорда Кера из Кессфорда и Кавертауна.

## Карьера
Он начал свою военную карьеру лейтенантом Королевской конной гвардии. В 1895 году он получил звание второго лейтенанта 4-го батальона Аргайл-сатерлендского хайлендского полка (ополчение). В 1900 году он служил в сводном полку домашней кавалерии в Южной Африке во время Второй англо-бурской войны. В 1901 марте он был назначен адъютантом герцога Корнуолла и Йорка во время его колониального турне в марте-октябре 1901 года. Позднее он участвовал в Первой мировой войне, где был тяжело ранен.
Герцог стал кавалером Королевского Викторианского Ордена в феврале 1901 года. Он был назначен кавалером Ордена Чертополоха в списке почестей коронации 1902 года, опубликованном 26 июня 1902 года, и был награждён новым королем Эдуардом VII в Букингемском дворце 8 августа 1902 года. Он служил канцлером Ордена Чертополоха с 1926 до 1932 года.
Он служил лордом-лейтенантом Роксбургшира с 1918 года до своей смерти. В 1930 году он был назначен лейтенантом Королевской роты лучников.

## Личная жизнь

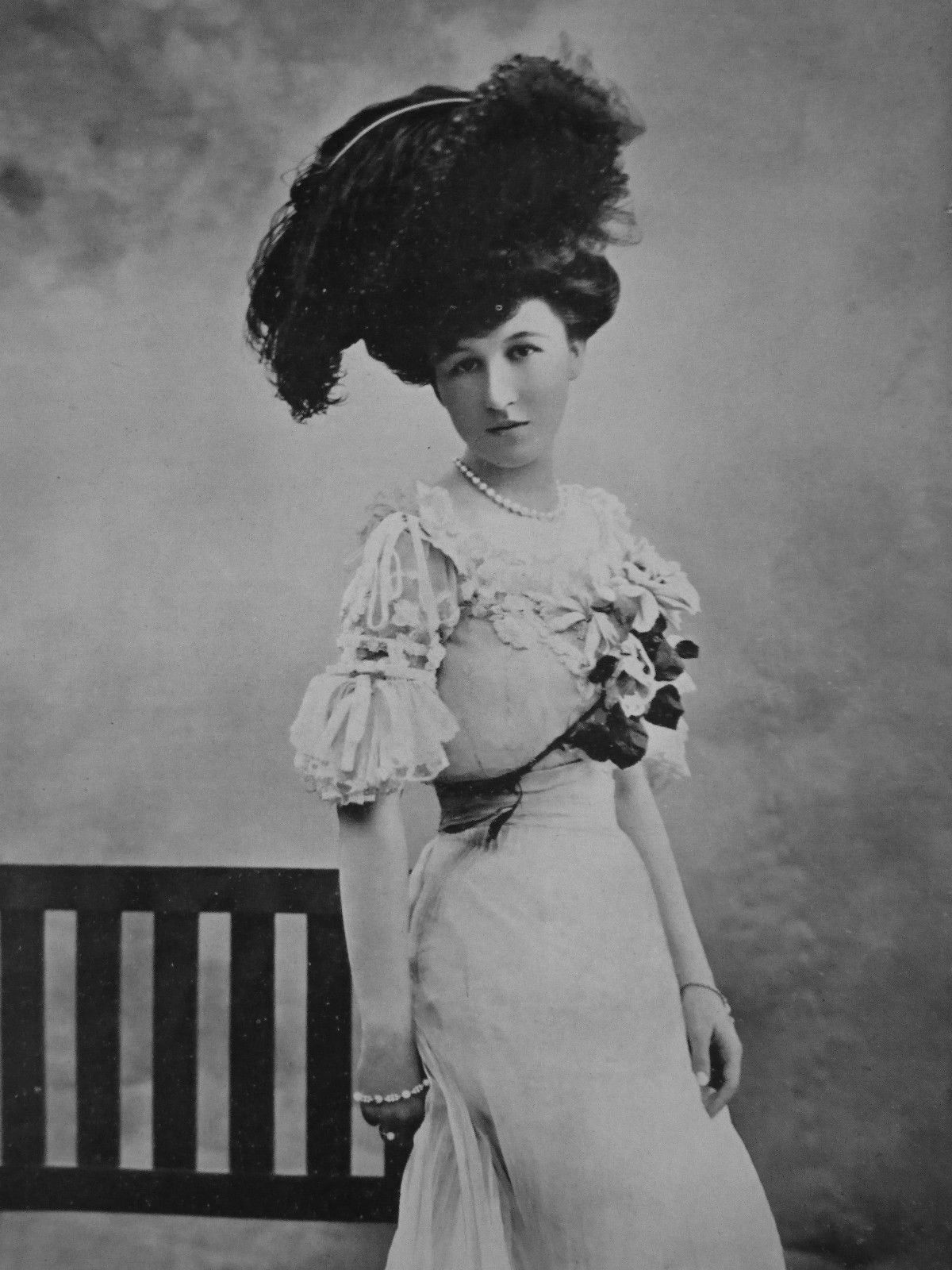
Мэри Гоэлет (1878—1937), супруга 8-го герцога Роксбурга

10 ноября 1903 года герцог Роксбург женился на богатой американке Мэри Гоэлет (6 октября 1878 — 26 апреля 1937), дочери миллионера из Нью-Йорка Огдена Гоэлета. На момент их свадьбы она была одной из самых богатых американских наследниц с приданым в двадцать миллионов долларов, превышающим только приданое Консуэло Вандербильт. Они жили в замке Флорс на 60 500 акрах, которые Мэри украсила своей собственной коллекцией произведений искусства, включая серию Гобеленов XVII века. У супругов родился один сын:
- Джордж Виктор Роберт Джон Иннс-Кер, 10-й герцог Роксбург (7 сентября 1913 — 26 сентября 1974)[15][16], его крёстным отцом был король Георг V. Среди его крестных родителей была королева-консорт Великобритании Александра[17].

Герцог Роксбург скончался 29 сентября 1932 года, и его титулы унаследовал его единственный сын, Джордж Виктор Роберт Джон Иннс-Кер, 9-й герцог Роксбург.

## Титулатура
- 8-й герцог Роксбург (с 23 октября 1892)
- 9-й баронет Иннс (с 23 октября 1892)
- 12-й лорд Роксбург (с 23 октября 1892)
- 3-й граф Иннс (с 23 октября 1892)
- 8-й виконт Броксмут (с 23 октября 1892)
- 8-й граф Келсо (с 23 октября 1892)
- 8-й маркиз Боумонт и Кессфорд (с 23 октября 1892)
- 12-й граф Кер из Кессфорда и Кавертауна (с 23 октября 1892)
- 12-й граф Роксбург (с 23 октября 1892)
- 8-й лорд Кер из Кессфорда и Кавертауна (с 23 октября 1892).